# Séguédin (Bokin)
Pour les articles homonymes, voir Séguédin.
Séguédin est une commune rurale située dans le département de Bokin de la province du Passoré dans la région Nord au Burkina Faso.

## Géographie
Séguédin est situé à 2 km au sud-ouest du centre de Bokin, le chef-lieu du département, et à environ 50 km à l'est de Yako.

## Santé et éducation
Séguédin accueille un centre de santé et de promotion sociale (CSPS) tandis que le centre médical départemental (CM) est à Bokin et le centre médical avec antenne chirurgicale (CMA) de la province est à Yako. En 2019, une équipe médicale chinoise fait une tournée de consultations gratuites dans le village, comme dans plusieurs communes du nord du Burkina Faso.
Séguédin possède une école primaire.